# Pascal Marti
Pour les articles homonymes, voir Marti.
Pascal Marti est un directeur de la photographie français. 
En 2017, il a reçu le César de la meilleure photographie pour le film Frantz. 

## Filmographie
- 1983 : La Matiouette ou l'arrière-pays d'André Téchiné
- 1984 : Jacques Mesrine : profession ennemi public de Hervé Palud
- 1984 : Le Tartuffe de Gérard Depardieu
- 1984 : Rive droite, rive gauche de Philippe Labro
- 1986 : Le Lieu du crime d'André Téchiné
- 1986 : Double messieurs de Jean-François Stévenin
- 1987 : Jeux d'artifices de Virginie Thévenet
- 1987 : Hôtel de France de Patrice Chéreau
- 1989 : Man No Run de Claire Denis
- 1989 : Zanzibar de Christine Pascal
- 1990 : S'en fout la mort de Claire Denis
- 1992 : Le petit prince a dit de Christine Pascal
- 1998 : L'Ennui de Cédric Kahn
- 2001 : Roberto Succo de Cédric Kahn
- 2002 : Aime ton père de Jacob Berger
- 2005 : Rosario d'Emilio Maillé
- 2012 : Une vie meilleure de Cédric Kahn
- 2013 : Jeune et Jolie de François Ozon
- 2014 : Une nouvelle amie de François Ozon
- 2015 : Un moment d'égarement, de Jean-François Richet
- 2016 : Le Secret des banquises de Marie Madinier
- 2016 : Frantz de François Ozon

## Récompenses
- César du cinéma 2017 : Meilleure photographie pour Frantz de François Ozon